# 23587 Abukumado
23587 Abukumado là một tiểu hành tinh vành đai chính với chu kỳ quỹ đạo là 1284.0673776 ngày (3.52 năm).
Nó được phát hiện ngày 2 tháng 10 năm 1995.